# ラサール郡 (ルイジアナ州)
ラサール郡（ラサールぐん、英: La Salle Parish）は、アメリカ合衆国ルイジアナ州の北部に位置する郡である。2010年国勢調査での人口は14,890人であり、2000年の14,282人から4.3％増加した。郡庁所在地はジーナ市（人口3,398人）であり、同郡で人口最大の町でもある。

## 歴史
郡名はフランス人探検家で、「ルイジアナ」の名付け親ロベール＝カブリエ・ド・ラ・サールに因んで名付けられた。

## 地理
アメリカ合衆国国勢調査局に拠れば、郡域全面積は662平方マイル (1,715 km2)であり、このうち陸地624平方マイル (1,616 km2)、水域は39平方マイル (101 km2)で水域率は5.82％である。

### 主要高規格道路
- アメリカ国道84号線
- アメリカ国道165号線
- ルイジアナ州道8号線
- ルイジアナ州道28号線

### 隣接する郡
- コールドウェル郡 - 北
- カタホウラ郡 - 東
- アボイルズ郡 - 南
- ラピッズ郡 - 南西
- グラント郡 - 西
- ウィン郡 - 北西

### 国立保護地域
- カタホウラ国立野生生物保護区（部分）

## 人口動態
以下は2000年の国勢調査による人口統計データである。
| 基礎データ - 人口: 14,282人 - 世帯数: 5,291 世帯 - 家族数: 3,798 家族 - 人口密度: 9人/km2（23人/mi2） - 住居数: 6,273軒 - 住居密度: 4軒/km2（10軒/mi2） 人種別人口構成 - 白人: 86.13% - アフリカン・アメリカン: 12.20% - ネイティブ・アメリカン: 0.64% - アジア人: 0.18% - 太平洋諸島系: 0.01% - その他の人種: 0.20% - 混血: 0.64% - ヒスパニック・ラテン系: 0.82% 年齢別人口構成 - 18歳未満: 26.1% - 18-24歳: 9.4% - 25-44歳: 27.2% - 45-64歳: 22.6% - 65歳以上: 14.8% - 年齢の中央値: 36歳 - 性比（女性100人あたり男性の人口） - 総人口: 100.3 - 18歳以上: 97.2 | 世帯と家族（対世帯数） - 18歳未満の子供がいる: 33.6% - 結婚・同居している夫婦: 59.0% - 未婚・離婚・死別女性が世帯主: 9.8% - 非家族世帯: 28.2% - 単身世帯: 25.7% - 65歳以上の老人1人暮らし: 13.0% - 平均構成人数 - 世帯: 2.52人 - 家族: 3.03人 収入と家計 - 収入の中央値 - 世帯: 28,189米ドル - 家族: 36,197米ドル - 性別 - 男性: 27,431米ドル - 女性: 19,697米ドル - 人口1人あたり収入: 14,033米ドル - 貧困線以下 - 対人口: 18.7% - 対家族数: 14.9% - 18歳未満: 23.7% - 65歳以上: 18.9% |

## 都市と町

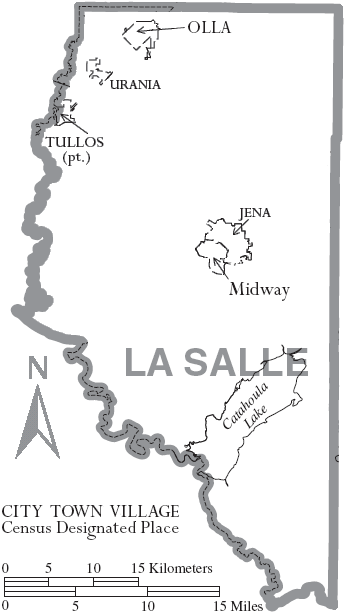
ラサール郡図

### 町
- ジーナ - 郡庁所在地
- オーラ
- トラウト
- テュロス
- ウラニア

### 未編入の町
- ミッドウェイ
- サマービル